# Pro Vasto
La Football Club Dilettantistica Pro Vasto, nota semplicemente come Pro Vasto, è una società calcistica italiana con sede nella città di Vasto, in provincia di Chieti. Milita in Eccellenza, la quinta divisione del campionato italiano.
Gioca le sue partite casalinghe nello storico stadio Aragona, impianto del 1931 capace di ospitare 5 500 spettatori circa.

## Storia

### Le origini
Il calcio a Vasto nasce nel lontano 1902 attraverso alcuni studenti della Regia Scuola Tecnica "Gabriele Rossetti".
Dalla confusa e scarna memorialistica d'inizio Novecento, maggiori notizie si hanno nel maggio 1911 quando per iniziativa di un pastore evangelico inglese ed un discreto numero di appassionati (Michele Trivelli, Antonio Cieri, Giuseppe Peluzzo, Salvatore Celano, Cesario Valentini, Giuseppe Natarelli e altri) venne fondata la "Società Sportiva Umberto I" con sede sociali in via del Lago, nelle vicinanze della scomparsa chiesa di S. Pietro.
La squadra iniziò l'attività disputando alcuni incontri amichevoli ad Ortona, Roseto, San Vito e piccoli campionati provinciali.

1914: la stella azzurra

Nel frattempo anche la "Stella Azzurra" allestì una squadra calcistica, indossando una divisa biancorossa. Si hanno in merito notizie di un'amichevole in campo avversario con il "Teramo Gran Sasso", finita con il punteggio di 0-2 nel maggio 1914. Lo scoppio della prima guerra mondiale, che portò via voglia di divertimento e vite umane, costrinse logicamente le due piccole società vastesi ad interrompere ogni attività agonistica. Alla fine della grande guerra venne fondata la "Società Sportiva Histonium" che dopo qualche amichevole di collaudo partecipò ad un pioneristico torneo calcistico a Pescara con calciatori tutti rigorosamente vastesi.

### Dai primi anni alla Seconda Guerra Mondiale
Il 4 luglio 1922 la "Società Sportiva Histonium" si fuse con la "Forza e Coraggio", altra società sportiva locale, dando vita alla "Unione Sportiva Vastese" con sede sociale in Via Barbarotta e con presidente Giuseppe Galante; la prima partita della U.S Vastese risale al 30 settembre 1922 contro la Virtus Lanciano con il risultato di 2-0 per i locali adriatici.
Nel 1923 venne organizzato a Pescara un mini torneo che all'epoca costituiva un vero e proprio campionato locale e al quale parteciparono U.S. Vastese, Carsoli, Avezzano, Pratola Peligna, Scafa, Lanciano, Pro Sulmona e Chieti. La U.S. Vastese dopo aver battuto l'US Chieti per 6-1 venne eliminata in semifinale dall'Avezzano con il risultato di 2-3.
Il 12 febbraio 1925 partecipò al primo campionato regionale abruzzese di calcio.
Alla fine dell'estate del 1930, dopo cinque anni di stasi calcistica e dotatasi di una squadra decisamente competitiva, la squadra vastese partecipò il 1º ottobre alla coppa Bottari organizzata dalla società teatina Pippo Massangioli, dove ebbe inizio la rivalità con la squadra di Chieti (sospensione della partita per incidenti in campo).
Conclusa l'esperienza di coppa, la società dell'U.S. Vastese tornò nel limbo degli incontri amichevoli, nonostante potessero contare su giocatori di discreto livello, il tutto a causa dei pochi mezzi economici a disposizione in quel periodo e soprattutto a causa della mancanza di un campo, l'Aragona, ancora sprovvisto di recinzioni e spogliatoi.
Si ricordano alcuni risultati in partite amichevoli contro il Lanciano, (5-0, 6-2, 2-1, 1-8), Manfredonia (2-0, 2-4), Termoli (4-0, 5-1, 3-1), Molfetta (2-1), pareggi contro il Delfino Pescara, Chieti, Foggia, Sambenedettese e sconfitte contro l'Hellas Verona (1-2).
Nel pieno del ventennio fascista la società sportiva cambio nome in "Istonio". A fine degli anni trenta seguì un periodo oscuro per il calcio cittadino fatto di poche e negative prestazioni, preludio al secondo conflitto mondiale. C'erano in quei tempi ben altri problemi.

### Dal Dopoguerra agli anni sessanta
Con il cessare della Seconda guerra mondiale, la ripresa dell'attività sportiva si registrò nel 1944-45 con la Società Sportiva Vastese, sotto la presidenza dell'avvocato Silvio Ciccarone e del Cav. Floriano Cannarsi.
Si allestì subito una squadra molto competitiva con giocatori di Serie A e B (tra cui Pietro Arcari, detto Arcati III, Giuseppe Spinola ex giocatori dell'A.C. Milan, Italo Romagnoli ex del Pescara e Vittorio Coccia ex campione d'Italia con l'Ambrosiana Inter) e con la partecipazione al campionato misto abruzzese composto da 13 squadre.
In quella stagione, la prima del dopoguerra, si piazza quarta. L'anno successivo, 1945-1946, la dirigenza riesce ad iscrivere la squadra nel campionato di serie C-centro/sud dove militerà per tre anni consecutivi attraverso anche salvezze con unici fatti salienti i derby contro Chieti, Giulianova, Sulmona e Teramo.
Allenatori più rappresentativi in quel periodo furono Walter Crociani, Giuseppe Cavanna (ex portiere del Napoli) e Gyorgy Orth, ex giocatore della Nazionale ungherese.
La struttura pletorica dei tornei consigliò però la FIGC ad operare una riforma, e nel 1948-49 la Vastese venne iscritta nel campionato di Promozione.
Dopo aver militato per alcuni anni in quarta serie e dopo una mancata promozione in Serie C a favore della Fermana, la S.S. Vastese retrocede due volte consecutive a causa di problemi societari: nel campionato 1951-52 in Promozione Abruzzese e nel 1952-1953, nell'ultima giornata sul campo del Termoli, in Prima Divisione, con l'allenatore Rodolfo Volk, in precedenza sulla panchina della Roma.
Nel 1953 cambia nome: assume il nome di "A.C. Pro Vasto".
Nel 1953-1954 con la modifica della denominazione sociale e con nuova linfa da parte di alcuni nuovi dirigenti locali (tra cui Ettore De Simone) la Pro Vasto riesce subito a tornare in Promozione Abruzzese (torneo caratterizzato da una sola sconfitta) e dopo 4 anni tra alti e bassi, nella stagione 1957-58 dopo un avvio decisamente mediocre si centra la promozione in Serie D con 14 risultati utili consecutivi (di cui 12 vittorie) nel solo girone di ritorno, con Vincenzo Mileno capocannoniere (21 gol) e sotto la guida dell'allenatore-giocatore Orlandi.
Seguiranno in Serie D successivamente quattro campionati sotto le presidenze di Giuseppe D'Ugo e Nicola Ferrara appena sufficienti a causa della mancanza di fondi, campionati caratterizzati solo da salvezze anticipate o da derby accesi contro Giulianova e Teramo. Da ricordare in quel periodo la presenza del bomber Ascatigno nella stagione 1960-1961 che realizzò 16 reti in 32 partite, diventando di conseguenza il nuovo idolo degli sportivi locali.

### Gli anni sessanta

1960/1961: Pro Vasto - Maceratese 2-3

I primi due campionati del nuovo decennio si aprirono con due salvezze in serie D, salvezze faticose a causa anche di gironi molto competitivi sotto l'aspetto tecnico (da segnalare nel 1961-1962 uno storico derby vinto allo Stadio Aragona contro l'Avezzano per 2-1, match ricordato per i toni molti accesi espressi sia in campo che fuori).
Nel 1962-1963 il Pro Vasto retrocede in Promozione Abruzzese dopo il match contro i marchigiani della Maceratese, dopo aver disputato un campionato modesto. Unica nota positiva è la presenza emergente del giovane Tonino Lo Vecchio, il calciatore che con la maglia vastese ha realizzato dopo 13 stagioni il più alto numero di gol con la casacca biancorossa: 128 in ben 387 partite ufficiali.
Sotto le presidenze di Giuseppe Bottari prima e Federico De Mutiis poi seguiranno quattro annate caratterizzate da vari fatti: nel 1963-1964 i fatti extrasportivi lasciarono il segno all'interno del sodalizio biancorosso.
Nel 1964-1965 si affacciò all'interno del sodalizio calcistico biancorosso l'avv. Federico De Mutiis, una figura la cui passione e competenza gioveranno non poco all'attività calcistica vastese negli anni seguenti. La compagine biancorossa si piazzò seconda in quel campionato, per un solo punto, alle spalle della Rosetana, nonostante le lunghe squalifiche di Lo Vecchio e del trainer locale Di Santo.
Nel 1965-66 la Pro Vasto vinse il proprio girone ma nello spareggio con l'Avezzano, nella terza gara disputata allo Stadio Adriatico di Pescara, subì una inaspettata sconfitta che consentì ai marsicani di festeggiare la promozione.
Nel 1966-67 finalmente si ottenne la serie D grazie al lancio della monetina nello spareggio sempre all'Adriatico di Pescara contro il Termoli. Fu questo anche l'anno del raggiungimento della Pro Vasto alle semifinali nazionali di Coppa Italia Dilettanti allo Stadio Flaminio di Roma. Di quella squadra bisogna ricordare sicuramente i vari Amodio, Lo Vecchio, Della Penna, Fanesi, Monteferrante, De Filippis, Romoli, Ercolano e Muratore M..
Finalmente e con molta sofferenza la Pro Vasto nel 1967-1968 tornò a partecipare un campionato di serie D, nel girone H, mostrando comunque la volontà di non fermarsi.

1968/69: la rosa che tornò in Serie C

La società infatti rinunciò all'allenatore Di Santo ed ingaggiò per vincere il campionato Feliciano Orazi, tecnico estroverso che divise subito la tifoseria locale. L'Aragona per la prima volta si vestì con un manto erboso e balzò subito agli occhi una nuova organizzazione societaria, più seria e completa sotto vari aspetti. Si concluse il torneo al 4º posto ma il duo Orazi - De Mutiis pretendeva di più, voleva il ritorno in Serie C e così fu, già nella stagione seguente.
L'annata 1968-1969 diede vita ad una cavalcata verso i professionisti, con 17 vittorie e 13 pareggi nell'infuocato girone abruzzese-pugliese.
Ritornato nel calcio professionistico, alla guida tecnica per la stagione 1969-1970 fu confermato sempre Orazi che modellò la squadra con alcuni nuovi arrivi di categoria. Il debutto ufficiale avvenne il 14 settembre 1969 a Napoli contro l'Internapoli con una sconfitta tonda per 2-0.

1969/70: Pro Vasto-Chieti 1-0, il rigore di Taverna

Dalla domenica successiva però una serie di risultati entusiasmanti portarono il Pro Vasto alla fine del girone d'andata al secondo posto a 3 punti dalla Casertana poi vincitrice del torneo ma nel girone di ritorno, a causa di un vistoso calo fisico, la squadra perse posizioni e si salvò solamente in casa all'ultima giornata. Da segnalare in questa stagione la vittoria nel derby casalingo contro il Chieti davanti a 7000 spettatori con gol di Taverna.

### Gli anni settanta

1970/71: Pro Vasto-Messina 1-0, gol di Lo Vecchio

L'anno dopo (1970-1971) Enzo Savelli prese in mano la società e portò in panchina Amos Mariani (ex giocatore della nazionale italiana) poi successivamente sostituito da Giammarco. Nonostante ciò anche quell'anno il Pro Vasto si salvò all'ultima giornata a Torre Annunziata, giocando contro il Savoia in una caldissima domenica di giugno.
Nel terzo anno consecutivo in Serie C (1971-1972), sotto la guida di Tony Giammarinaro, venne allestita una formazione competitiva (vennero ingaggiati Lamia Caputo, Tancredi, Bonetti) che non solo ottenne un quinto posto di altissimo spessore tecnico ma diede numerose soddisfazioni, tra le quali le vittorie nel derby esterno contro il Pescara con un gol di Lo Vecchio e quello casalingo contro il Chieti.
Nel quarto anno consecutivo di Serie C la presidenza passò a Giuseppe Baiocco che, con l'aiuto del tecnico Pietro Castignani, portò a fine stagione il Pro Vasto a una posizione di centroclassifica. Vennero inoltre valorizzati giovani tra i quali Savastio, De Filippis e Donato Anzivino. Nella quinta stagione consecutiva in Serie C (1973-1974), caratterizzata da un rimpasto nell'organico tecnico, il Pro Vasto ottenne la salvezza anticipata nonostante una piccola crisi societaria. Anzivino e Castellini ottennero la convocazione nella Nazionale di Serie C.

1974-1975: Modena-Pro Vasto, sospesa per nebbia sullo 0-0

Al sesto anno di fila nei professionisti (1974-1975) sotto la guida dirigenziale del presidente Giuseppe Baiocco e quella tecnica di Renzo Uzzecchini, il Pro Vasto si presentò al via con la grossa novità del girone centrale: squadre di rilievo nazionale come Empoli, Pisa, Modena, Livorno fecero da contorno ad una bellissima stagione culminata con un onorevole sesto posto in classifica generale.
La stagione seguente (1975-1976, la settima consecutiva tra i professionisti) vide il via con il Comm. Giuseppe Soria al timone dirigenziale e il ritorno nell'infernale raggruppamento meridionale; tuttavia il campionato si concluse per i biancorossi con la salvezza comunque conquistata sul campo.

1977/78: la retrocessione in Serie C2, la fine di un ciclo

Nell'annata 1976-1977 ci furono le dimissioni di Soria dalla presidenza del sodalizio, l'esonero del trainer Gino Pivatelli a favore di Pasinato e Lenzi a metà stagione e la presenza di giocatori di buon livello quali Ludwig e Zamparo. Il Pro Vasto cadde in una forte crisi societaria ma il miracolo sportivo avvenne, riuscendo ad ottenere un'insperata salvezza all'ultima giornata per differenza reti a spese dell'Alcamo. Tuttavia nel sodalizio biancorosso la crisi dirigenziale non venne sanata e l'anno successivo portò ad una retrocessione a quel punto davvero inevitabile.
A causa della riforma dei campionati per la stagione 1978-1979 venne inserita nel campionato di Serie C2 ma a causa dei debiti sulle spalle venne allestita una squadra modesta con il chiaro obbiettivo di mantenere almeno la categoria; così non fu e all'ultima giornata, dopo la sconfitta interna con la diretta concorrente Gallipoli che suscitò non pochi malumori, si chiuse un ciclo d'oro e mai dimenticato durato quasi 15 anni iniziato dall'avvento dell'Avv. De Mutiis (1964-1979).
Dopo i fasti della Serie C e l'inevitabile retrocessione in Serie D, per la stagione 1979-1980 fu difficile effettuare anche l'iscrizione. Nonostante tutto grazie al nuovo presidente Pino Jubatti e il ritorno del mister Orazi si sfiorò l'immediato ritorno tra i professionisti. Il sogno svanì miseramente a Nocera Inferiore contro il Martina Franca in un amaro spareggio perso dopo la lotteria dei rigori per 4-3 davanti a centinaia di vastesi che invasero il centro campano.

### Gli anni ottanta
Al termine della stagione 1980-1981 la squadra biancorossa si salvò.
La prima squadra cittadina divenne la Società Sportiva Incoronata e ripartì dalla promozione Abruzzese, che con Renzo Rossi come trainer perse subito lo spareggio nel 1981-1982 ad Atri contro l'Angizia Luco davanti a 1200 sostenitori biancorossi. L'anno seguente ci fu il cambio di denominazione sociale in Associazione Calcio Vasto 82 ma la storia non cambiò. Questa volta, sempre con Rossi allenatore, a Pineto all'ultima giornata sfumò la vittoria del campionato regionale.
Con il morale a terra nel 1983-1984, con Giovanni Bolognese nuovo presidente e Pietro Castignani allenatore tecnico la squadra adriatica riuscì a risalire la china ottenendo una bella vittoria finale che le consentì di tornare in un campionato più consono alla propria storia, ovvero la Serie D.
L'annata 1984-85, nonostante la presenza di molti errori, si concluse all'ultima giornata con una salvezza batticuore sul campo del già retrocesso Avezzano. A contribuire a quella salvezza aiutarono i gol di Vincenzo Fiorillo che da lì in poi, per varie stagioni, scrisse pagine importanti con la casacca biancorossa con ben 78 marcature ufficiali. Anche l'annata successiva si concluse, con Mimì Lamia Caputo trainer e Giovanni Bolognese presidente, con una salvezza anticipata ed un anonimo sesto posto finale in serie D.
La stagione 1986-87 nata sotto gli auspici di un rilancio e con l'acquisizione della società da parte di Mario Tenaglia, per una serie di errori, fu caratterizzata dalla retrocessione in Promozione Regionale Abruzzese. Taverna prima e Bertuccioli poi furono gli allenatori di quella disfatta.
L'ingresso di G. Tumini, giovane imprenditore vastese affiancato da una cordata locale, portò immediatamente dei risultati sportivi degni di nota. La nuova denominazione sociale in Vastese Calcio e il campionato 1987-1988 vinto in volata all'ultima giornata sul Termoli poi ripescato in Serie D (sconfitto ad Altino con autorete del terzino Rinaldi) ricrearono entusiasmo.
Il ritorno in Serie D quindi si materializzò al primo anno con il tecnico Renzo Rossi. L'anno successivo, stagione 1988-89, la Vastese guidata dal bomber Scotini diede vita ad un affascinante duello con una forza emergente nel panorama calcistico nazionale: il Castel di Sangro del costruttore Gabriele Gravina. Sempre sotto la guida di Rossi, infatti, per un punto l'undici biancorosso fallì la seconda promozione consecutiva piazzandosi al secondo posto con 50 punti alle spalle della formazione sangrina.

1989/90: foto della curva vastese nel giorno del ritorno in C contro la Santegidiese

Si giunse così alla stagione 1989-90, una stagione segnata da voglia di rivalsa da parte di tutto la staff biancorosso dopo l'epilogo non fruttuoso dell'anno precedente. Il presidente Tumini affidò la squadra ad un tecnico emergente, Aldo Ammazzalorso prelevandolo dal Pineto. Aggiunse ad una rosa già valida tra cui spiccavano De Santis, Gaeta, Paolucci, Vecchiotti,Baiocco M , e Castorani elementi di sicuro valore quali Naso, Frioni, Giancamilli, Di Giulio, Marcone ed Acanfora, il tutto miscelato con alcuni promettenti giovani locali.
La compagine biancorossa con un girone di andata a ritmi elevatissimi ed una sequenza di pareggi nel girone di ritorno diede vita ad una cavalcata riconquistando quella Serie C che mancava da 10 anni. Da segnalare l'attaccante Scotini capocannoniere per il secondo anno consecutivo con 18 reti.

### Gli anni novanta
Con la società ben ricompattata la Vastese quindi riesce a riagguantare la Serie C2.
L'anno del rientro tra i professionisti, 1990-1991, è caratterizzato dal ritorno in panchina di Giammarinaro, vecchia conoscenza del calcio vastese che portò con notevoli spese in riva all'adriatico, giocatori del calibro di Russo, Tortora, Genovasi, Negri, Vantaggiato, De Felice e Valenzano a cui si affiancarono i già presenti Vecchiotti,Baiocco M, Scotini e Castorani. La squadra vincitrice del campionato precedente venne quindi in parte smantellata. Il campionato si concluse con un onorevole piazzamento (quarta) dietro al Chieti ed alla Sambenedettese.
Sempre nel 1991 venne venduto per 600 milioni Mario Lemme, giovane promessa locale, al Parma di Tanzi. A maggio Tumini lasciò la presidenza per motivi personali ed alla guida tecnica per il campionato 1991-1992 venne chiamato Ambrogio Pelagalli (ex giocatore del Milan) che venne sostituito a metà stagione ancora una volta da Tony Giammarinaro. Giocatori di rilievo in quella annata furono gli acquisti di Artibani, Pedroni e Domenico Giacomarro dall'Hellas Verona. Il Campionato si chiuse con la formazione biancorossa a metà classifica. Notizia positiva fu, però, l'entrata in società a fine stagione, per dare nuova linfa alle casse sociali, di un imprenditore pescarese mai dimenticato a Vasto, Dante Marramiero.
Nel campionato seguente, 1992-1993, la famiglia Marramiero decide di puntare sui giovani ed affida la conduzione tecnica ad un allenatore emergente, Gianni De Biasi. Il piazzamento finale al 6º posto fu la conferma dell'ottimo lavoro portato avanti con ragazzi allora sconosciuti quali Malaccari, Manganiello, Lunardon, Simeoni e Sarracino a cui si aggiunsero elementi più esperti già presenti in rosa quali Picasso, Castorani, Giacomarro, Pino De Filippis e Russo.
Nel 1993-1994 la dirigenza vastese ancora nelle mani della famiglia Marramiero nonostante la morte del commendatore puntò ancora sui giovani e chiamò alla conduzione tecnica un altro tecnico emergente, Sandro Salvioni. Dopo un girone di andata pessimo (9 punti nel girone di andata), i ragazzi di Salvioni iniziarono una grande rimonta (25 punti nel girone di ritorno) con un gioco spumeggiante che balzò agli occhi anche delle cronache sportive nazionali; nonostante ciò la Serie C svanì all'ultima giornata davanti a 4800 persone nel derby casalingo fratricida con l'Avezzano (0-1, gol di Orocini). La squadra, nonostante la retrocessione, uscì dal campo con lo stadio in piedi che applaudiva. La spuntò la squadra marsicana ma, in virtù di un ripescaggio, la Vastese venne riammessa nel campionato di C2 nell'annata 1994-1995.
La famiglia Marramiero passò la mano ad un immobiliarista romano sconosciuto in zona, Armando Scopelliti. L'imprenditore portò alla guida tecnica Mauro Giacomini (esonerato a favore di Pino Petrelli a metà stagione) e giocatori di indubbio valore tecnico quali Alessandro Cesaretti, Claudio Fermanelli, Augusto Gabriele, Mosca a cui di aggiunsero elementi del posto tra i quali Naccarella, Menna V. e Ventrella. Bel campionato finito con un lusinghiero 6º posto e con play-off svaniti per qualche punto, nonostante anche qualche scandalo extracalcistico; lo spettro però era dietro l'angolo ed a sorpresa il secondo fallimento si concretizzò. Con la squadra e l'allenatore (Carmelo Bagnato) già in ritiro precampionato a Gubbio la società non venne iscritta a favore della Ternana per colpa di una fideiussione di 400 milioni non versata.
Dopo due anni senza calcio (con un logico disinteresse generale la prima squadra cittadina veniva considerata il Vasto Marina in Promozione Regionale Abruzzese) si giunse, dopo anche una partita virtuale all'Aragona davanti a 1500 persone senza squadra avversaria per sollecitare le autorità competenti, all'inizio della stagione 1997-1998 con il cambio tanto atteso di nome ed il ritorno all'antico: Pro Vasto.
Sotto la guida tecnica dell'ex giocatore dell'Ascoli Donato Anzivino, il Pro Vasto conseguì una vittoria storica in termini numerici e di record in Promozione Abruzzese a spese dell'Angolana, trascinata dal trio Luongo, D. Ruscitti e F. Nepa.
L'anno successivo in Eccellenza Abruzzese sempre con Anzivino trainer, 1998-1999, fu il bis, con la vittoria del campionato regionale a spese del Celano sempre grazie ai gol dell'attaccante Nepa e del centrocampista D. Ruscitti. Da ricordare la vittoria davanti a 600 vastesi proprio a Celano per 1-3. Il Pro Vasto dunque nel giro di due anni era tornato subito in serie D ma la gioia durò relativamente poco. Al primo anno di interregionale la squadra, sempre guidata da Anzivino ma con una società estremamente latitante, arrivò quartultima nel difficile girone pugliese grazie anche dei punti di penalizzazione causati dal tesseramento errato di Nepa di ritorno dall'esperienza per alcuni mesi a Chieti nei professionisti.

### Gli anni duemila
La svolta societaria attesa diventò realtà: il notaio Camillo Litterio subentrò come nuovo presidente nel 2000-2001 e raccolse la squadra in eccellenza regionale abruzzese.
Venne immediatamente allestita una squadra di categoria superiore per vincere il campionato con giocatori quali Gabriele, V. Menna, Di Tommaso, D'Eustacchio, Cicchini, Antonaci, Di Pietro ed il giapponese Nakai. Come allenatore venne chiamato Vivarini e come dirigente sportivo l'ex portiere vastese Pino De Filippis e dopo qualche difficoltà iniziale che portarono all'inevitabile licenziamento del tecnico a favore di D. Giacomarro il Pro Vasto vinse il campionato a spese di una coriacea Val di Sangro, trascinata a sua volta dai gol del bomber Giannico. La vittoria finale sul campo del Montereale davanti a 750 persone, il massimo che quel campo poteva contenere, fu il coronamento di una stagione sempre vissuta in cima alla classifica.
L'anno successivo, 2001-2002, in serie D fu una semplice stagione di transizione con una salvezza arrivata solamente all'ultima giornata sul campo del Gladiator (vincitore del torneo) grazie al risultato di 2-2. Stagione mediocre dunque, rappresentata dal cambio di tre allenatori: Giacomarro, Castiello e Lomonaco (allenatore-giocatore).
Il notaio Litterio la stagione seguente rilanciò tutte le aspettative: venne chiamato dal Grottaglie per la stagione 2002-2003 il tecnico pugliese Pettinicchio. Si cerca di aprire un ciclo con giocatori conosciuti al tecnico quali Mascioli, Gallo, Miglietta, Sansonetti; la Pro Vasto venne inserita nel girone laziale-marchigiano. La fiducia nei confronti di squadra e tecnico è palpabile ma è destinata a sciogliersi come neve al sole. L'avvio è disastroso e la Pro Vasto sprofonda in piena zona play-out e alla decima giornata, dopo l'ennesima sconfitta a Sansepolcro (autorete dell'attaccante Sansonetti), c'è il cambio di allenatore: viene ingaggiato Vincenzo Cosco (ex jolly difensivo della Vastese) che portò in dono nuovi giocatori di categoria (Cordua, Manco, Marcucci, Caliano, Antic, Gioffrè, Sibilli) e nuovo entusiasmo. La squadra inizia subito con il passo giusto e nonostante la possibilità di vincere il campionato persa con la Rosetana in casa in diretta Tv, raggiunge i play-off a tre che possono valere l'ipotetico ripescaggio. La prima partita all'Aragona contro il Monterotondo davanti a 3000 persone finisce 3-1. Ai biancorossi serve almeno un pareggio a Tolentino. L'attesa è tanta e partono per il piccolo centro marchigiano 750 biancorossi, ma il risultato di 2-1 a favore dei cremisi (gol di Monti, Cordua, Ciabattoni) condannano i biancorossi a rimandare la festa.
L'anno successivo, 2003-2004, vengono confermati l'allenatore Cosco, il D.S. De Filippis e buona parte dell'ossatura della squadra che per un soffio ha mancato la Serie C. Vengono ceduti Caliano, Marcucci, Sibilli e vengono acquistati M. Lemme, R. Innocenti e Daleno che si vanno ad aggiungere ad altri elementi di categoria già presenti in rosa, quali Antic, Gioffrè e Cordua.

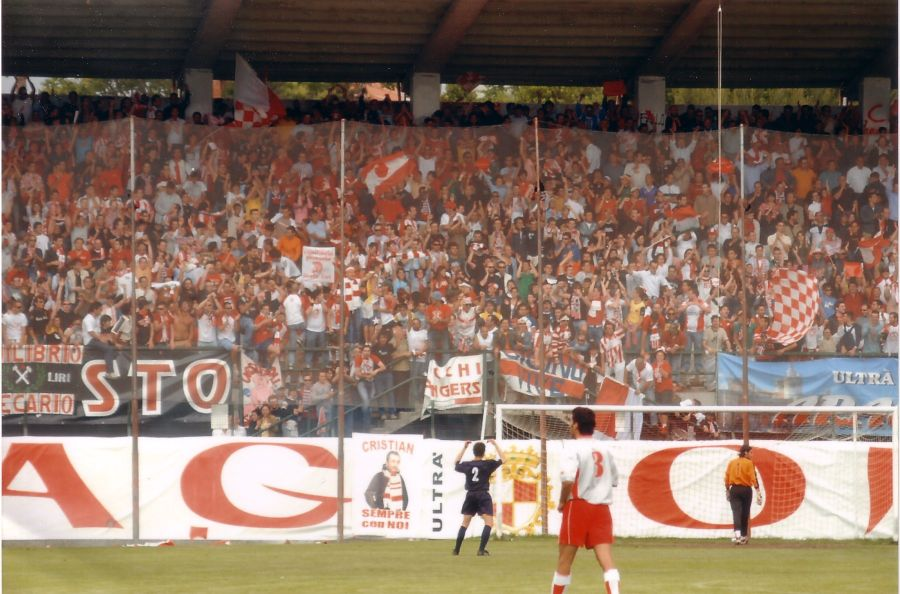
2003/04: la curva vastese in occasione della finale play off contro il Bojano

La squadra inizia un duello serrato con il Manfredonia per la vittoria del campionato. I risultati non si fanno attendere ma la squadra, complice una panchina troppo corta, non riesce a tenere il passo della squadra pugliese e si piazza seconda. I play-off vinti in semifinale contro l'Isola Liri (1-1 ed 1-0) ed in finale contro il Bojano davanti a 4500 persone (1-2 ed 1-1) consentono ai biancorossi abruzzesi di mettersi in posizione di rilievo in vista di un ipotetico ripescaggio, in attesa di buone notizie che arrivano in un pomeriggio afoso di fine estate. Il Pro Vasto, nonostante una partita già disputata in serie D contro il Venafro con la juniores ed in virtù di una serie di fallimenti di altri club, il 6 settembre 2004 torna in Serie C. La festa chiaramente è appena cominciata.
Il ritorno tra i professionisti nella stagione 2004-2005 vede una svolta societaria: al fianco del notaio C. Litterio si affiancano il presidente del Teramo Romano Malavolta che garantirà la fideiussione bancaria necessaria all'iscrizione e Giuliano Fiorini, ex bandiera della Lazio. Come direttore sportivo viene ingaggiato l'esperto Luca Evangelisti e come direttore generale Maurizio Natali. L'allenatore, dopo un ripensamento di Adriano Cadregari, sarà l'esperto Fausto Silipo. Vengono ingaggiati giocatori di categoria e spessore come Bochu, Marziano, Di Meo, Parente, Maury, Braca, Bonomi, Marconato, Campanile affiancati da qualche giovane interessante quali Cazzola e Bruno. La squadra, dopo un avvio difficoltoso, ottiene una serie di risultati utili che la portano a ridosso delle prime posizioni ad inizio girone di ritorno ma nonostante ciò la parte finale del girone di ritorno vedrà la squadra calare ed ottenere a fine anno semplicemente la salvezza. Ciò che preoccupa però è la situazione societaria, anche a causa della morte di Fiorini e delle dimissioni sia di Malavolta che di Litterio.
La società nella stagione 2005-2006, tra mille difficoltà, viene ceduta agli imprenditori locali Crisci, Moscato e Natale. Come d.s. viene confermato Natali e come allenatore c'è il ritorno di Donato Anzivino, poi sostituito da Pierini. La squadra ottiene un lusinghiero 4º posto con 55 punti a pari merito con il Rende, preceduta solo dal Gallipoli e dal Taranto, venendo trascinata da gol spesso decisivi di D. Morante. Tutto ciò vale l'accesso ai play-off per accedere in Serie C1. Ma la speranza si infrange a Rende (1-1 ed 1-0) e il rammarico è tutto per un rigore sbagliato sullo 0-0 nella gara di ritorno da Esposito. La sensazione è quella di esser andati veramente vicino a qualcosa di importante.
Per l'anno successivo 2006-2007, forse convinti di poter ripetere lo stesso campionato al vertice, viene ingaggiato l'allenatore Puccica ma la squadra, infarcita di giovani, stenta giocando male. Naviga subito nei bassifondi della classifica ed il trainer viene allontanato a metà girone di ritorno a favore di S. Trillini. All'ultima giornata riesce clamorosamente ad agguantare gli spareggi play-out contro il Celano. All'andata a Vasto finisce 1-1.

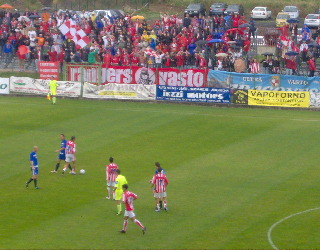
2006/07: a Celano la Pro Vasto retrocede all'ultimo minuto

L'ambiente biancorosso crede nel miracolo ma a Celano si consumerà una delle pagine più nere della storia vastese. La squadra deve assolutamente vincere in virtù di un miglior piazzamento dei marsicani in regular season e si porta in vantaggio al 90' con Mignogna (1-2). Ma la beffa nello sport è dietro l'angolo e 3 minuti più tardi, al 93', la squadra marsicana trova il pareggio all'ultimo assalto (2-2) con Morgante. La retrocessione in Serie D si materializza. La stagione 2007-2008, tra i dilettanti con la collaborazione tecnica di D. Genovese e con l'avvicendamento di tre allenatori (Bivi, Ferretti e Baiocco), vedrà la squadra biancorossa conquistare la salvezza solamente all'ultima giornata attraverso il pareggio interno con il Venafro.
La stagione 2008-2009 vedrà la rocambolesca vittoria del Girone F del campionato di Serie D. Sotto la guida del trainer Pino Di Meo alla sua prima esperienza su una panchina e dei dirigenti Vitelli e Crisci, dopo un avvio stentato la squadra biancorossa compie una lunga serie di vittorie e risultati positivi consecutivi (10 vittorie ed un pareggio) che la porta ad un testa a testa con i marchigiani del Fano.
In questa striscia positiva spicca la vittoria esterna nel derby con il Chieti per 0-1 con gol di Mario Bonfiglio. Segue un periodo difficile nel periodo invernale causa campi pesanti e cali di forma di alcuni uomini chiave della rosa ma un filotto incredibile di 10 vittorie di fila, culminata il 17 maggio 2009 con la vittoria al 93' con rigore di Bonfiglio sul campo del Tolentino in piena lotta per i play-out ed il recupero conseguente di addirittura 10 punti sul Fano, vedrà riconsegnare la Serie C all'ambiente biancorosso davanti all'esodo di 1200 persone festanti in terra marchigiana. Tra gli elementi chiave di questa clamorosa promozione vanno citati su tutti Ludovisi, Bonfiglio, Cioffi, Ciotti, Okoroji, Digno, Gaudino, Soria, Della Penna, Potenza, Avvantaggiato, Fiore e il capitano Cristian Ferreyra. Il Pro Vasto quindi, dopo 2 anni di purgatorio, è tra i professionisti.
Sabato 20 giugno ad Aprilia la Pro Vasto scendeva in campo per affrontare il Siracusa: in palio c'era lo scudetto dilettanti. La gara viene sospesa dopo 45 minuti per incidenti tra le due tifoserie, ma gli abruzzesi conducevano per 2-0 grazie ai gol di Potenza (25') e Okoroji (43'). I tifosi del Siracusa creavano disordini con fitto lancio di oggetti rendendo necessario l'intervento delle Forze dell'Ordine: per motivi di sicurezza, si decideva di sospendere l'incontro. La Pro Vasto giungeva alla finale della Poule Scudetto dopo aver eliminato nel Gruppo 2 (girone triangolare) la Lucchese (battuta 2-1, reti di Potenza e Soria, sul neutro di Pescina per la squalifica di tre turni dell'Aragona) ed i Crociati Noceto (mirabolante 4-4 a Noceto con 2 gol di Bonfiglio, il secondo su rigore, Fiore e Potenza, da segnalare che sotto 2-0 il primo tempo, agguantato il pareggio con doppietta di Bonfiglio, i parmensi segnavano al 90' il gol del 4-2, nei 2 minuti di recupero si concretizzava il "miracolo" degno di una squadra indomita e dalla volontà d'acciaio); in semifinale il sorteggio assegnava ai biancorossi la Sacilese, vincitrice del girone C di Serie D: l'andata in casa si giocava sul neutro di Città Sant'Angelo il 7 giugno e finiva 4-2 per i locali con reti di Soria (5'), Suriano (41'), Fiore (43') e Dell'Oglio (67'), il ritorno in friuli il 13 giugno finiva con un pareggio per 2-2, in gol Soria e Potenza: il risultato assicurava ai ragazzi di mister Di Meo la meritata finale.
Il 22 giugno 2009, ossia dopo 2 giorni dalla sospensione della gara contro il Siracusa per incidenti sugli spalti sul neutro di Aprilia, il giudice sportivo della lega di serie D delibera la vittoria a tavolino del Pro Vasto. La partita era stata interrotta al 45' del primo tempo sul risultato di 2-0 per gli adriatici. I biancorossi, che vincendo la Poule Scudetto entrano negli almanacchi del massimo campionato dilettantistico diventando per la prima volta nella storia della società Campioni d'Italia Dilettanti, coronano così una stagione fantastica ed irripetibile.
Nella stagione 2009-2010 ha militato in Lega Pro Seconda Divisione, avendo vinto il campionato di Serie D (girone F) e lo Scudetto Dilettanti nella stagione precedente, fregiandosi così del titolo di "Campione d'Italia Dilettanti" con lo scudetto tricolore cucito sulle maglie da gioco.
Dopo la non iscrizione al campionato di Lega Pro Seconda Divisione della stagione 2010-2011, la città di Vasto non ha avuto, per due anni, una squadra rappresentativa della città, finché, nel giugno 2012, i dirigenti della San Paolo Calcio Vasto, squadra di un quartiere della città, hanno cambiato denominazione in Vastese Calcio 1902, nome già adottato nella storia biancorossa, giocando nel campionato di Promozione Abruzzese, dopo l'avvenuto ripescaggio.

### Gli anni duemiladieci
Nel giugno 2012 finalmente i dirigenti della San Paolo Calcio Vasto decisero di aprirsi alla città, spinti da una raccolta firme indetta da alcuni tifosi (755 firme raccolte), affermando il loro interesse a far ripartire la gloriosa Pro Vasto dopo due anni di anonimato. Ne seguirono alcuni incontri con l'amministrazione comunale e con i dirigenti del Vasto Marina, in cui non si riuscì a trovare un accordo tra le due società, e allora il 25 giugno 2012, termine ultimo fissato dalla FIGC Abruzzese per il cambio di denominazione sociale, i dirigenti della San Paolo Calcio Vasto presentarono i documenti per il cambio del nome in "A.S.D. Vastese Calcio 1902". L'intenzione dei dirigenti vastesi era di chiamare la squadra con il vecchio nome Pro Vasto, ma la FIGC non avrebbe approvato il cambio di denominazione sociale perché quel nome appartiene ancora ad una società già esistente, visto che la F.C. Pro Vasto Srl non è fallita, e quindi si è tornati al nome Vastese, già assunto in precedenza negli anni '50 e negli anni '80/'90.
Siccome la vecchia San Paolo Calcio Vasto aveva disputato i play off del campionato di Prima Categoria Abruzzese, non riuscendo a vincerli, i dirigenti vastesi presentarono comunque la domanda di ripescaggio al campionato di Promozione Abruzzese, che verrà accolta il 24 luglio 2012 dalla Figc Abruzzese. Il 4 agosto 2012, esattamente due anni dopo la definitiva esclusione della Pro Vasto dal campionato di Seconda Divisione, la nuova dirigenza vastese, con una conferenza stampa, si mostra alla città, presentando anche il nuovo allenatore Luigi Baiocco.
Dopo diversi campionati di medio livello e con il rischio di un nuovo fallimento, finalmente, nella stagione 2015-2016, la Vastese Calcio cambia proprietà, e guidata dal “duo” Pietro Scafetta e Franco Bolami, riparte dal Campionato d’Eccellenza. Il vero artefice della rinascita è tutto il gruppo: a partire dalla Società che affida l’incarico di Direttore Generale a Carlo Della Penna, il quale riesce a mettere a disposizione della squadra ottimi elementi come Armando Iaboni, Girolamo D’Alessandro, Lorenzo Cattafesta, Francesco Faccini, Sebastian Guerrero, Nando Giuliano, Mattia Balzano, Nicola Della Penna, Alessio Natalini, ma soprattutto il Mister Gianluca Colavitto. Ed è proprio da lui che si costruisce la vittoria del Campionato di Eccellenza per approdare in Serie D.  La Vastese vince all'ultima giornata il campionato di Eccellenza Abruzzese, con un solo punto di vantaggio sul Paterno e torna in Serie D a distanza di ben 99 anni dall'ultima volta.
Nella stagione 2016-2017 è inserita nel girone F di Serie D, ritrovando il derby casalingo con il Chieti (che mancava dal 2009) nella prima giornata di campionato (vinta 4-0).
Le successive stagioni calcistiche continuano nell'anonimato della metà classifica del massimo campionato dilettantistico.

### Gli anni duemilaventi
Il decennio si apre con la pandemia di COVID-19 che dà un duro colpo a tutte le società e i tifosi vengono costretti fuori dallo stadio Aragona.
La situazione societaria va deteriorandosi insieme alle prestazioni sportive, fino alla retrocessione il 14 maggio 2023 persa 1-2 in casa contro il Termoli.
La stagione successiva di Eccellenza regionale riprenderà il vecchio nome societario di Pro Vasto 1902, rilevato dal titolo della vicina Casalbordino. Stagione amara che si concluderà con la salvezza ai play-out sul campo del Delfino Curi Pescara.

## Colori e simboli

### Colori
La Vastese adotta come colori sociali il rosso e il bianco, ripresi da quelli della città di Vasto.

### Simboli ufficiali

#### Stemma
Lo stemma della Vastese si ispira a quello della casata aragonese dei d'Avalos, ovvero uno scudo contenente in alto a sinistra lo stemma cittadino, mentre in basso a destra si trova una torre, il tutto è tagliato in diagonale da quattro leoni rampanti. Lo stemma è sormontato da una corona cui inferiormente è riportata la denominazione societaria.

#### Inno
L'inno della squadra si intitola Grazie Vasto ed è cantato da Gianni Drudi.

## Strutture

### Stadio
La Vastese gioca le partite di casa allo stadio Aragona. Inaugurato nel 1931 ha una capienza 5 374 posti e un campo in erba naturale largo 165 x 65 m.

### Centro di allenamento
La squadra si allena allo stadio Aragona, sede delle partite interne.

## Società

### Organigramma societario
Di seguito l'organigramma societario.
- Presidente: Franco Bolami
- Co-Presidente: Pietro Scafetta
- Vice Presidente: Carmine Sarni
- Direttore generale: Claudio Destabile
- Direttore sportivo: Ferdinando Ruffini
- Dirigente accompagnatore - Segretario Amministrativo: Franco Nardecchia
- Responsabili Settore Giovanile: Lino Giangiacomo
- Gestione acquisti: Valentino Giangiacomo
- Supervisione organizzazione: Simone Caner
- Consiglieri: Michele Mucci - Alessandro Mucci

### Sponsor
Di seguito l'elenco dei fornitori tecnici e degli sponsor ufficiali.
| Cronologia degli sponsor tecnici - 1984-1988 NR - 1988-2001 Luanvi - 2004-2005 Legea - 2005-2009 Zeus Sport - 2009-2010 Erreà e Acerbis - 2012-2021 Macron - 2021- Ready Sport | Cronologia degli sponsor ufficiali - 1985-1986 Sidis - 1996-1999 Bls - 2005-2008 Vivi Vasto - 2008-2009 Centro tropicale piscine - 2012-2013 Banca Popolare di Lanciano e Sulmona - 2015-2021 Sarni - 2021- Antenore Energia - Liofilchem |

## Allenatori e presidenti
Di seguito l'elenco degli allenatori della società.

Di seguito l'elenco dei presidenti della società.
- 1922-1923  Giuseppe Galante
- 1924  Mattia Carmerini
 Michele Trivelli
 Domenico Marinelli
- 1925  Domenico Marinelli
- 1926  Francesco Pomponio
- 1927-1928  Francescopaolo Celenza
- 1929  Michele Laccetti
 Oreste Del Prete
- 1930  Oreste Del Prete
 Francesco Pomponio
- 1931  Francesco Pomponio
 Giovanni Laccetti
- 1932  Giovanni Laccetti
 Francesco Pomponio
- 1933-1935  Francesco Pomponio
- 1936-1940  Francesco Paolo Celenza
- 1941  Francesco Paolo Celenza
 Giovanni Ciccarone
- 1942  Giovanni Ciccarone
- 1944-1945  Silvio Ciccarone
 Floriano Cannarsi
- 1945-1946  Floriano Cannarsi
- 1946-1947  Giovanni De Lerma
- 1947-1948  Silvio Ciccarone
 Carlo Boselli
- 1948-1949  Carlo Boselli
 Alfredo Colamarino
- 1949-1950  Silvio Ciccarone
- 1950-1951  Giovanni De Lerma
- 1951-1952  Marcello Martone
- 1952-1953  Alfredo Colamarino
 Nicola Ferrara
- 1953-1956  Ettore De Simone
- 1956-1957  Carlo Boselli
- 1957-1960  Giuseppe D'Ugo
- 1960-1963  Nicola Ferrara
- 1963-1964  Giuseppe Bottari
- 1964-1969  Federico De Mutiis
- 1969-1970  Federico De Mutiis e  Nicola Molino
 Alberto Baiocco
- 1970-1971  Enzo Savelli
- 1971-1972  Agostino Marino
- 1972-1975  Giuseppe Baiocco
- 1975-1976  Giuseppe Soria
- 1976-1977  Giuseppe Soria
comitato di presidenza[A 3]
- 1977-1978  Angelo Ciancaglini
- 1978-1979  Angelo Ciancaglini
 Pino Jubatti
- 1979-1980  Pino Jubatti
- 1980-1981 comitato di presidenza[A 4]
- 1981-1982  Umberto Marinucci
- 1982-1983  Umberto Porreca
 Umberto Marinucci
- 1983-1984  Nicola Miscione
 Umberto Porreca
 Matteo Favorite
 Giovanni Bolognese
- 1984-1986  Giovanni Bolognese
- 1986-1987  Mario Tenaglia
- 1987-1988  Mario Tenaglia
 Gabriele Tumini
- 1988-1990  Gabriele Tumini
- 1990-1991  Gabriele Tumini
 Raffaele Felice
- 1991-1992  Raffaele Felice
 Dante Marramiero
- 1992-1993  Dante Marramiero
- 1993-1994  Dante Marramiero
 Enrico Marramiero
- 1994-1995  Armando Scopelliti
- 1995-1996  Fernando Sorgente
 Paolo Rapino
- 1996-1997  Paolo Rapino
 Giuseppe Tagliente
- 1997-2000  Giuseppe Tagliente
- 2000-2005  Camillo Litterio
- 2005-2010  Domenico Crisci
- 2012-2015  Giorgio Di Domenico
- 2015-2023  Franco Bolami
- 2023-oggi  Raffaele Esposito

## Palmarès

### Competizioni nazionali
- Scudetto Serie D: 1

2008-2009

### Competizioni interregionali
- Serie D: 2

1968-1969, 2008-2009
- Campionato Interregionale: 2

1984-1985, 1989-1990

### Competizioni regionali
- Eccellenza: 3

1998-1999, 2000-2001, 2015-2016
- Promozione: 4

1983-1984, 1987-1988, 1997-1998, 2012-2013
- Prima Categoria: 2

1965-1966, 1966-1967
- Campionato Dilettanti: 1

1957-1958
- Prima Divisione: 1

1953-1954

### Altri piazzamenti
- Serie D:

Secondo posto: 2003-2004 (girone H)
Terzo posto: 1979-1980 (girone E), 2002-2003 (girone F)
- Campionato Interregionale:

Secondo posto: 1988-1989 (girone E)
- Scudetto Dilettanti:

Semifinalista: 2008-2009
- Coppa Italia Dilettanti:

Semifinalista: 1966-1967

## Statistiche e record

### Partecipazione ai campionati
In 65 stagioni sportive disputate a livello nazionale a partire dalla fusione dal dopo guerra.
| Livello | Categoria                  | Partecipazioni | Debutto   | Ultima stagione | Totale |
| ------- | -------------------------- | -------------- | --------- | --------------- | ------ |
| 3º      | Serie C                    | 12             | 1945-1946 | 1977-1978       | 12     |
| 4º      | Promozione                 | 4              | 1948-1949 | 1951-1952       | 27     |
| 4º      | Campionato Interregionale  | 1              | 1958-1959 | 1958-1959       | 27     |
| 4º      | Serie D                    | 12             | 1959-1960 | 2022-2023       | 27     |
| 4º      | Serie C2                   | 9              | 1978-1979 | 2006-2007       | 27     |
| 4º      | Lega Pro Seconda Divisione | 1              | 2009-2010 | 2009-2010       | 27     |
| 5º      | Serie D                    | 8              | 1979-1980 | 2008-2009       | 13     |
| 5º      | Campionato Interregionale  | 5              | 1984-1985 | 1989-1990       | 13     |

### Statistiche di squadra
La Pro Vasto ha stabilito nella stagione 2008-2009 il record di vittorie consecutive in Serie D, vincendo 10 partite, tutte nel 2009:
- Pro Vasto - Atletico Morro d'Oro 2-1 (8 marzo)
- Elpidiense Cascinare - Pro Vasto 0-1 (15 marzo)
- Pro Vasto - Luco Canistro 2-1 (22 marzo)
- Fano - Pro Vasto 0-2 (28 marzo)
- Pro Vasto - Grottammare 1-0 (4 aprile)
- Maceratese - Pro Vasto 1-2 (19 aprile)
- Pro Vasto - Olympia Agnonese 3-1 (26 aprile)
- Campobasso - Pro Vasto 0-1 (3 maggio)
- Pro Vasto - R.C. Angolana 2-1 (10 maggio)
- Tolentino - Pro Vasto 1-2 (17 maggio)

### Statistiche individuali
Di seguito i primatisti di presenze e reti.
| Record di presenze - 388 Antonio Lo Vecchio (1962-1976) - 297 Antonio De Santis (1981-1992) - 289 Vincenzo Mileno (1956-1971) - 285 Francesco Raimondi (1974-1983) - 246 Michele Della Penna (1956-1967) - 243 Vincenzo Fiorillo (1978-1997) - 240 Franco Ercolano (1958-1968) - 239 Renzo Rossi (1975-1985) - 231 Bruno Taverna (1969-1976) - 220 Giovanni Di Paolo (1967-1984) | Record di reti - 128 Antonio Lo Vecchio (1962-1976) - 83 Vincenzo Fiorillo (1978-1997) - 79 Giuseppe Soria (2000-2015) - 63 Mario Recinelli (1946-1955) - 62 Vincenzo Mileno (1956-1971) - 52 Fabio Nepa (1997-1999) - 47 Vittorio Coccia (1945-1950) - 42 Giovanni Di Paolo (1967-1984) - 42 Andrea Scotini (1988-1992) - 39 Romano Michelini (1953-1956) |

## Tifoseria

### Storia

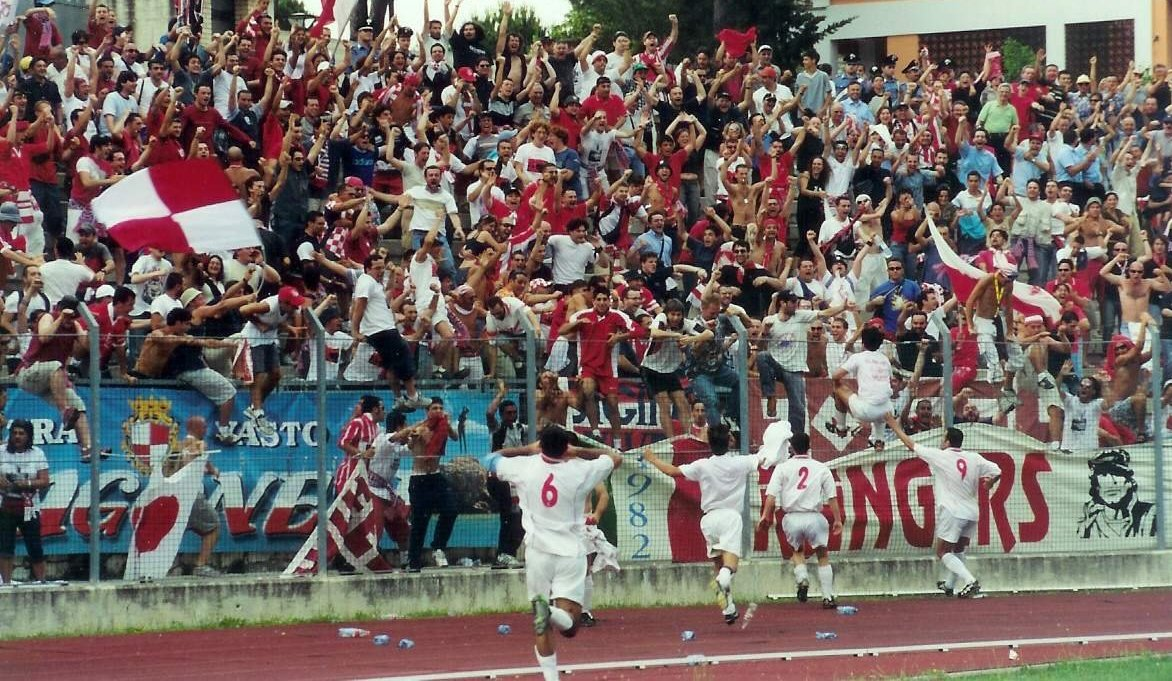
Tifoseria vastese nel 2003

Il primo gruppo di tifosi fu quello dei "Fedelissimi" negli anni settanta, sciolto dopo la retrocessione in Serie D e il fallimento dell'A.C. Pro Vasto.
Negli anni ottanta nascono altri nucleo di tifosi, i "Rangers Vasto" (1982) e "Bronx Kaos Vasto" (1989).
Negli anni novanta nacquero anche la "Gioventù Sballata" e la "Brigata Alcolica", oltre alla formazione degli "Aragonesi" dall'eredità dei "Bronx Kaos Vasto" nel 1999.
Negli anni 2000 ci fu la formazione del gruppo "Gioventù Biancorossa Vasto" (nata nel 2004, dopo la promozione in Serie C2 e sciolta nel 2007 dopo la retrocessione in Serie D) e l'autosospensione dei "Ranger Vasto" il 21 ottobre 2007, in polemica con il presidente Domenico Crisci (sospesa il 26 aprile 2009, dopo 18 mesi).
Attualmente le anime più calde che compongono la tifoseria organizzata della Curva d'Avalos dello Stadio Aragona sono le "Teste Quadre" (fondate nel 2013), "Antica Tradizione" (fondati nel 2016), "Popolari 167" (fondati nel 2017) e "Aragonesi" (fondati nel 1999), riunitisi nel 2019 in un unico gruppo ultras chiamato "Curva Sud Vasto".

### Gemellaggi e rivalità

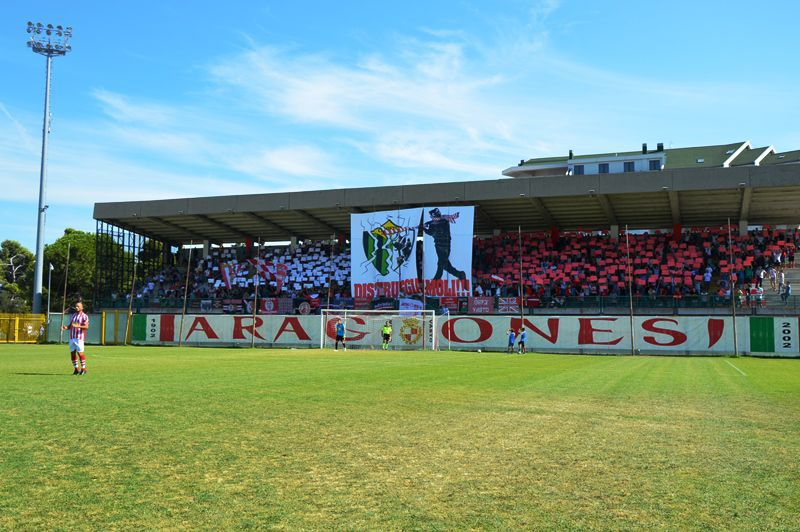
Coreografia della curva d'Avalos nel derby contro il Chieti (4-0)

La tifoseria vastese non ha nessun gemellaggio ufficiale ma a livello regionale ha buoni rapporti con i tifosi del Francavilla e del Pescara, mentre fuori regione con le tifoserie di Isola Liri e Vis Pesaro.
Le rivalità maggiori sono quelle con Chieti e Avezzano, frequentemente a rischio incidenti.
Altre accese rivalità riguardano il vicinato locale, come alcune tifoserie molisane (Termoli, Campobasso, Isernia), marsicane o gemellate con l'Avezzano (come la Fermana), abruzzesi (L'Aquila, gemellata con Chieti e Termoli, e Lanciano, sentita soprattutto negli anni sessanta e settanta), ed alcune vecchie ruggini con le tifoserie di Manfredonia, Latina e Fano risalenti alle competizioni di Serie C del passato.